# بلسباخ
بلسباخ (به آلمانی: Ebelsbach) یک شهر در آلمان است که در Haßberge واقع شده‌است.

## خواهرخوانده
شهر یون‌اشتات خواهرخواندهٔ بلسباخ هست.